# Sedaraja
Sedaraja is een bestuurslaag in het regentschap Majalengka van de provincie West-Java, Indonesië. Sedaraja telt 2834 inwoners (volkstelling 2010).